# Чериани, Мария Фернанда
Мария Фернанда Сериани (род. 26 мая 1966, Рамос-Мехия, Буэнос-Айрес) — аргентинский биолог. Она изучает нейрональные механизмы, участвующие в регуляции циркадных ритмов, используя Drosophila melanogaster в качестве биологической модели. Она президент INIS Biotech, возглавляет лабораторию поведенческой генетики Фонда Института Лелуара и исследовательница Национального совета по научным и техническим исследованиям (CONICET). Чериани получила докторскую степень в Университете Буэнос-Айреса и проводила постдокторские исследования в Научно-исследовательском институте Скриппса. В 2011 году она выиграла премию L’Oréal-ЮНЕСКО «Для женщин в науке».

## Ранняя жизнь и образование
Мария Фернанда Чериани родилась 26 мая 1966 года в Рамос-Мехия, Аргентина. В 1983 году она окончила Escuela Nacional Normal Superior Manuel Dorrego. Чериани училась на факультете точных и естественных наук Университета Буэнос-Айреса, получив степень магистра биологии в 1990 году и доктора биологических наук в 1996 году. Она начала свою докторскую диссертацию у Эстебана Хоппа в Институте биотехнологии Национального института сельскохозяйственных технологий в Кастеларе и продолжила исследования в лаборатории Роджера Н. Бичи в Scripps Research в Ла-Хойе, Калифорния. Она была научным сотрудником Scripps Research и работала в лаборатории хронобиолога Стива А. Кея с 1997 по 2002 год. Затем она вернулась в Аргентину, где была выбрана в конкурсе на репатриацию исследователей для открытия лаборатории в Фонде Института Лелуара.

## Научная карьера
Чериани изучает нейрональные механизмы, участвующие в регуляции циркадных ритмов . В основном она работает с Drosophila melanogaster в качестве биологической модели и использует поведенческие эксперименты и иммуногистохимию. Написала ряд статей в соавторстве с Майклом Росбашем, пишет о циркадной пластичности у дрозофил.
Чериани президент INIS Biotech, технологического отдела Института Лелуара, и с 2002 года возглавляет Лабораторию поведенческой генетики Фонда Института Лелуара. Она также исследовательница Национального совета по научным и техническим исследованиям (CONICET) и с 2019 года член Латиноамериканской академии наук. В 2021 году она была назначена членом Европейской организации молекулярной биологии в качестве главного исследователя Института биохимических исследований CONICET.
В 2011 году Чериани получила национальную премию L’Oréal-ЮНЕСКО «Для женщин в науке». В 2013 году она получила премию Konex.
Лаборатория Чериани в 2020 году получила финансирование от Национальных институтов здравоохранения для исследовательского сотрудничества с университетами Калифорнии и Вашингтона с целью описания структурных изменений часовых нейронов, которые регулируют циркадные ритмы в мозгу мышей и мух-дрозофил. После пандемии COVID-19 Чериани вошла в состав группы исследователей из CONICET, изучавших влияние социальной изоляции на циркадные ритмы в 2021 году. Она была руководительницей проекта по разработке Mi Reloj Interno, приложения для мониторинга ритмов.
У Чериани трое детей, двое из которых близнецы.

## Избранные публикации
- Ceriani, Maria Fernanda (March 1992). Cotyledons: an Explant for Routine Regeneration of Sunflower Plants. Plant and Cell Physiology. doi:10.1093/oxfordjournals.pcp.a078234.
- Darlington, Thomas K. (5 июня 1998). Closing the Circadian Loop: CLOCK-Induced Transcription of Its Own Inhibitors per and tim. Science. 280 (5369): 1599–1603. Bibcode:1998Sci...280.1599D. doi:10.1126/science.280.5369.1599. PMID 9616122.
- Ceriani, M. Fernanda (23 июля 1999). Light-Dependent Sequestration of TIMELESS by CRYPTOCHROME. Science. 285 (5427): 553–556. doi:10.1126/science.285.5427.553. PMID 10417378.
- Ceriani, M. Fernanda (1 ноября 2002). Genome-Wide Expression Analysis in Drosophila Reveals Genes Controlling Circadian Behavior. The Journal of Neuroscience. 22 (21): 9305–9319. doi:10.1523/JNEUROSCI.22-21-09305.2002. PMID 12417656.
- de la Paz Fernández, María (2007). Impaired Clock Output by Altered Connectivity in the Circadian Network. Proceedings of the National Academy of Sciences of the United States of America (англ.). 104 (13): 5650–5655. Bibcode:2007PNAS..104.5650F. doi:10.1073/pnas.0608260104. ISSN 0027-8424. JSTOR 25427250. PMID 17369364.